# توم بيكر (لاعب كرة قاعدة أسترالي)
توم بيكر (بالإنجليزية: Tom Becker)‏ هو لاعب كرة قاعدة أسترالي، ولد في 13 يناير 1975 في أديلايد في أستراليا.

## وصلات خارجية
- توم بيكر على موقع أوليمبيديا (الإنجليزية)